# Готтесгабе (Шверин)
Готтесгабе (нем. Gottesgabe) — община в Германии, в земле Мекленбург-Передняя Померания.
Входит в состав района Северо-Западный Мекленбург. Подчиняется управлению Лютцов-Любсторф. Население составляет 818 человек (на 31 декабря 2010 года). Занимает площадь 22,25 км².